# Earl Sande
Earl Sande est un jockey américain (13 novembre 1898 - 20 août 1968), membre du Hall of Fame des courses américaines.

## Carrière
Earl Sande totalise 967 victoires et près de 3 millions de dollars accumulés au cours d'une carrière débutée en 1917. Parmi ses victoires, mentionnons à trois reprises le Kentucky Derby : avec Zev en 1923; Flying Ebony en 1925 et Gallant Fox en 1930. Avec ce même Gallant Fox, il remporte la deuxième Triple Couronne américaine de l'histoire. Il fut également le partenaire occasionnel de Sir Barton et même une fois du légendaire Man o'War, le temps des Miller Stakes en août 1920. 